# Jean Fleury
Jean Fleury (ou Florin) (morreu de 1527) foi um oficial naval francês e corsário. Ele é mais conhecido pela captura de dois dos três galeões espanhóis que carregavam os tesouros astecas de Hernán Cortés do México para a Espanha e uma nave de Santo Domingo, em 1522. Este foi um dos primeiros atos registrados de pirataria contra o novo Império espanhol e incentivou os corsários franceses, os holandês Mendigos do Mar (Geuzen em holandês) e os ingleses Cães do Mar (Sea Dogs em inglês) a começarem a atacar navios e assentamentos na área espanhola da América durante as décadas seguintes.

## Biografia
Um corsário francês e oficial da marinha de Dieppe, na Normandia, Fleury serviu como piloto em Jean Ango e comandou um pequeno esquadrão durante a Guerra Italiana de 1521–1526. Ele estava envolvido em longa faixa de guerra naval de 2.000 quilômetros, com apenas algumas centenas de homens, e foi um ativo corsário durante o conflito. No início de 1522, três navios espanhóis foram avistados ao largo da costa sudoeste de Portugal, entre os Açores e o Cabo de S. Vicente, e Fleury ordenou a seus cinco navios esquadra para atacarem. A pequena frota espanhola, sob o Capitão Quiñones e Alonso de Ávila, foi a última etapa de sua viagem de Havana, Cuba, para Sevilha, Espanha, carregando um grande carregamento de ouro roubado de Hernán Cortés recolhido na conquista do México, e foi apresentado como um tributo a Carlos V". É desconhecido se Fleury estava ciente da carga que o navio espanhol possuía, no entanto, ele decidiu perseguir e dentro de algumas horas conseguiu o objetivo.
Durante a mesma viagem, Fleury assaltou uma outra nave de Santo Domingo, o que aumentou o espólio até 20 000 pesos em ouro, pérolas, açúcar e couros.
Embora a Espanha tenha respondido ao ataque fortificando quase todos os seus principais portos e cidades do Caribe, era apenas uma questão de tempo antes que o resto da Europa torna-se ciente do tesouro Espanha estava trazendo do Novo Mundo. Além de barras de ouro, entre os tesouros capturado por Fleury  incluíam animais exóticos, ornamentos esmaltados de ouro e jade, esmeraldas, pérolas, obras de arte, máscaras em mosaico de belas pedras e outros itens raros  , que foram apresentadas para Francisco I.
No ano seguinte, ele e Jean Terrian em outra expedição contra a Espanha, com uma frota de oito navios capturaram mais de 30 navios portugueses e espanhóis até o final do ano. Fleury foi finalmente capturado pelos espanhóis e, mantido em cativeiro por um tempo, foi julgado em Toledo , juntamente com os seus dois oficiais, Michel Fere e Mezie de Irizar, e enforcado como um pirata em 1527 por Carlos V".
Depois da perda de seu tesouro, todos os navios que viajavam da América para a Europa levando metais preciosos passaram a ser escoltados, originando o sistema conhecido como frota da prata, que viria a se tornar habitual nas próximas décadas e séculos.